# گلد (شبکه تلویزیونی)
گلد (انگلیسی: Gold) یک شبکهٔ تلویزیونی پولی بریتانیایی است که از ۱ نوامبر ۱۹۹۲ مشغول به کار است. این شبکه، تکرارِ برنامه‌هایی از بی‌بی‌سی و آی‌تی‌وی را پخش می‌کند و متمرکز بر کمدی‌های کلاسیک است.